# 麻豆水堀頭遺址
麻豆水堀頭遺址，為台南市麻豆區南勢里的一處考古遺址，蔴荳古港文化園區內。此地為從前倒風內海的麻豆港，除出口糖外亦為重要米穀集散地，2002年中央研究院在此進行考古試掘計畫，2008年進行考古挖掘並確認大湖文化層之存在。

## 介紹

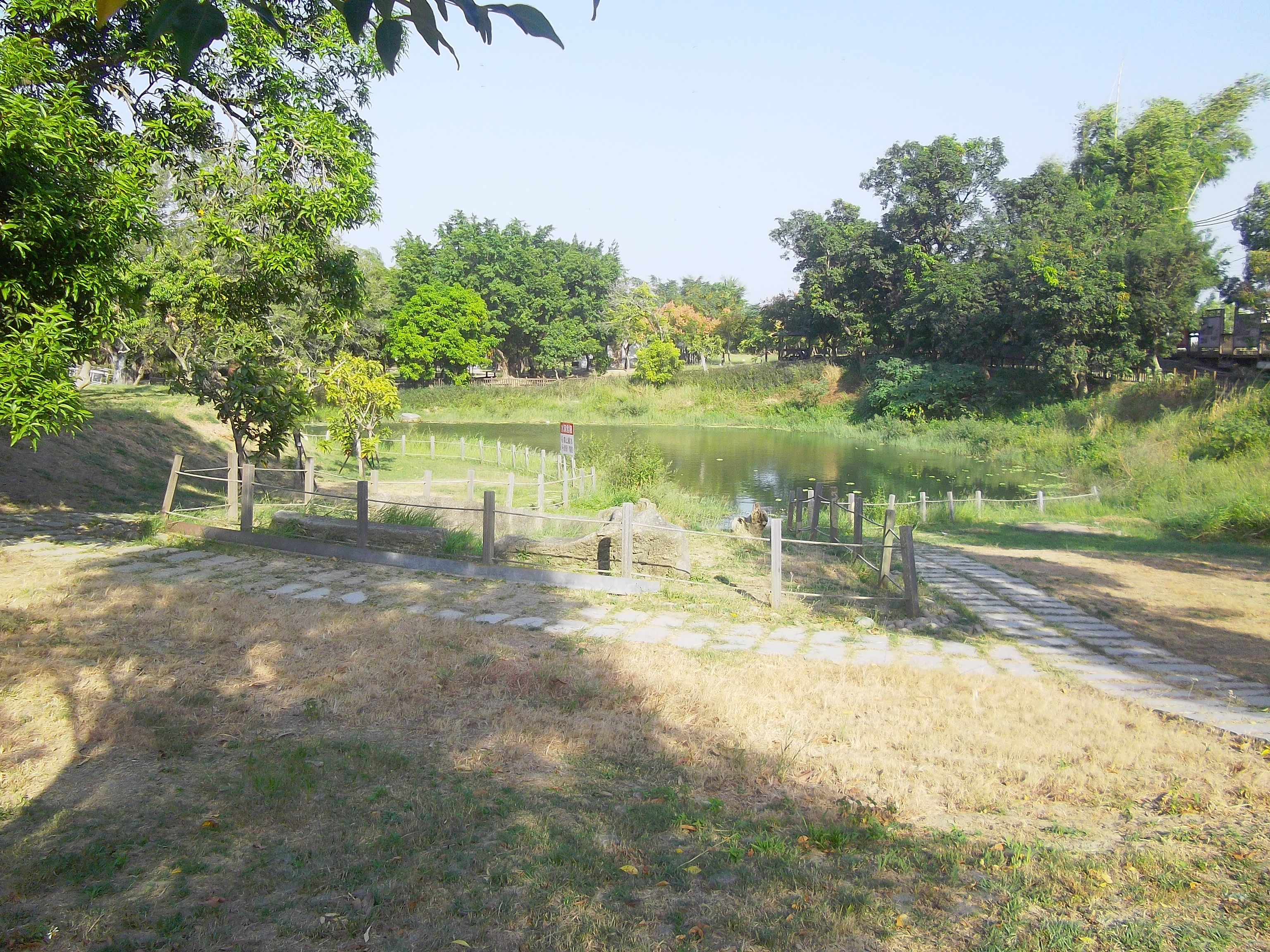
麻豆古港文化園區一景

麻豆水堀頭在過去為重要的聚落，也是西拉雅族蔴荳社聚落的範圍。古麻豆靠海，位於倒風內海岸邊，可行船至此。在14、15世紀時，就有中國的漁民和商人來此與西拉雅族人做生意。麻豆港約建於1687年左右，而港口在1755年淤塞，19世紀初期淤積，同世紀晚期成為當地住民傾倒生活與建築廢棄物的場域。。
1942年，民俗學者國分直一〈麻豆的歷史〉指出此地發現巴圖形石器。

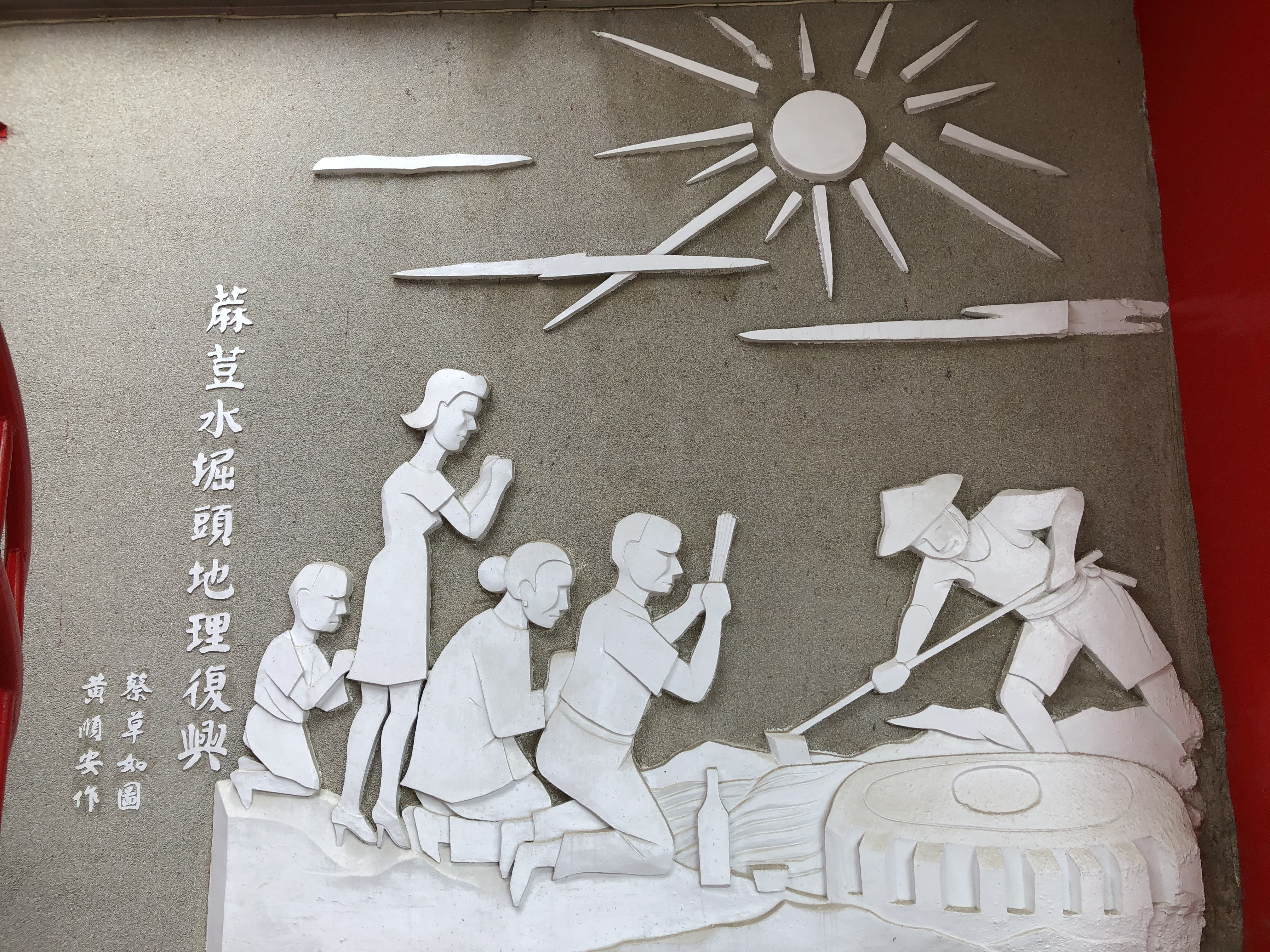
蔴荳水堀頭地理復興圖，蔡草如圖。現存於麻豆五王廟。描繪出1956年於水堀頭挖出石車的內容。

1956年5月，麻豆當地曾展開大規模挖掘。據吳新榮《震瀛採訪錄》記載，當時為南鯤鯓代天府五王爺指示該地為「龍喉穴」，因此引起信徒挖掘。據吳新榮於5月30日前往麻豆水堀頭，當時挖出十二個大石車、巨樟、碗片等。巨樟高有66公分到70公分，直徑有自2公分到70公分。還可看到7個石車在地下。並見到在橋邊一矢之處，有一三合土遺跡。:158-160引起臺南縣文獻會關注，臺南縣文獻會編纂組長吳新榮與盧嘉興等人推測這些石車為當時的水利工程。:164-167
2003年，水堀頭遺址被列為臺南縣定古蹟。
2006年，依《文化資產保存法》第40條（2016年修法後為第46條）公告為考古遺址。
2008年，政府再次委託中研院劉益昌進行「麻豆水堀頭遺址考古調查發掘研究計畫」，清理原鳳池周遭之古碼頭區域，並進行古航道區地層探勘。並於2008年6月整建為「蔴荳古港文化園區」。
2010年，台南縣市合併後，成為直轄市定考古遺址。

## 遺構
在遺址出土的三合土建構為麻豆港的遺跡，為清領初期之文化遺留。

## 文物

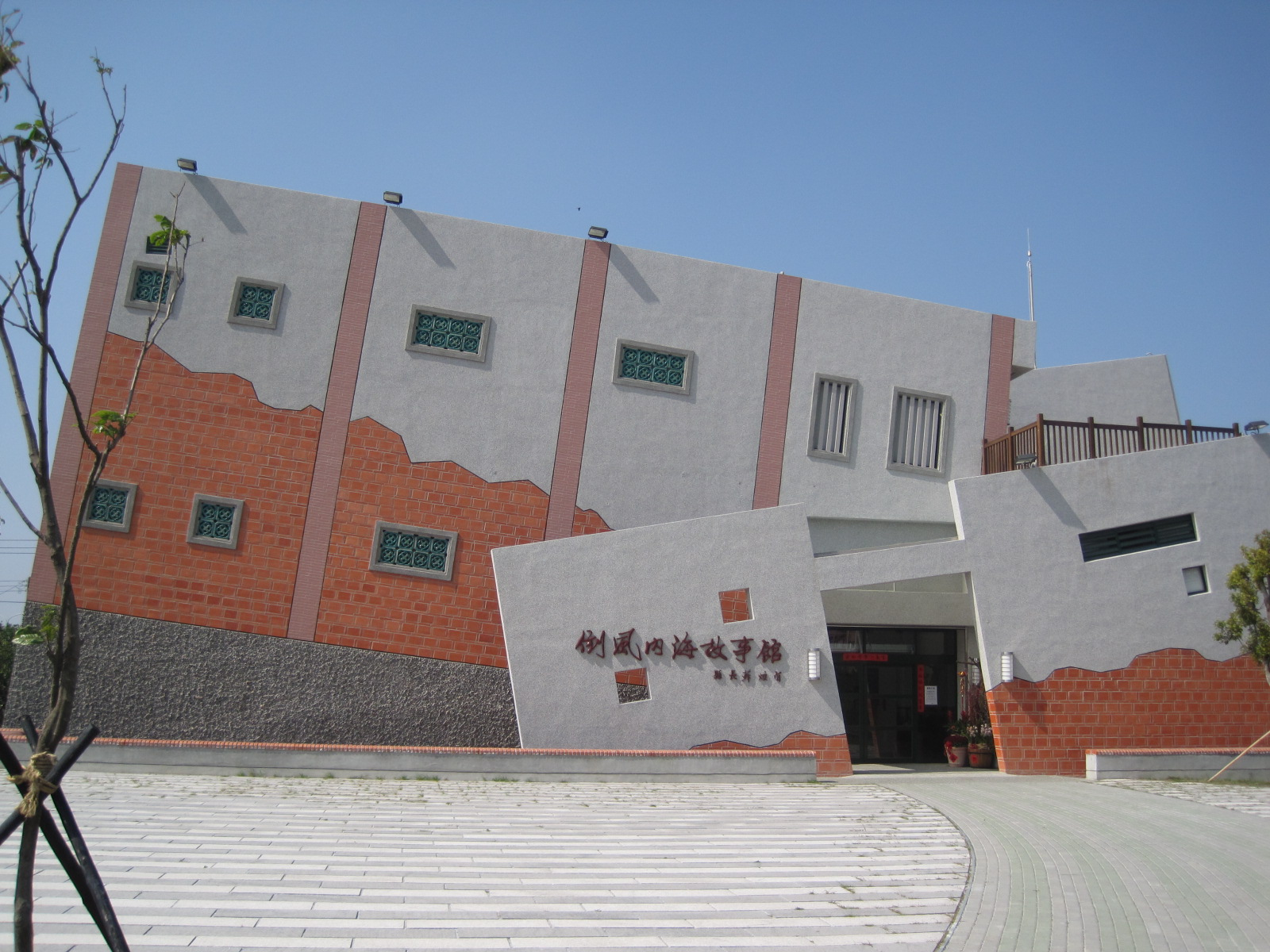
麻豆水堀頭的倒風內海故事館

遺址處立有乾隆乙亥年（乾隆二十年，1755年）當地居民紀念國學生吳仕光捐建水堀頭橋之石碑，鄰近之麻豆文衡殿亦由其捐建「水堀頭橋石碑
」碑身長106.5公分，寬56.4公分，厚10.6公分，插置於梯形碑座上。2008年6月5日，依府文資字第0970124569號公告為文化資產「一般古物」。原先安置於三合土港道設施旁。2009年後，被遷移至「倒風內海故事館」的室內二樓陳列。:242-248
2008年前後出土文物則有清代銅錢、新石器時代晚期青銅箭頭、種子、裝水果的大貨簍、後期民眾放入鳳池的神像、透明水晶球等，還有一匹保存完整的馬匹骨骸。部分出土文物展示於同在蔴荳古港文化園區的倒風內海故事館內。

## 民俗傳說
據吳新榮《震瀛採訪錄》所載，當時挖開「龍喉穴」時，就有來參觀的故老稱：「這裡是龍喉穴，清朝恐怕此地反王，就以二千領棕蓑，二千個白碗，敗此地理」。:159吳新榮等人推論「至於為何石車放在同一場所這麼多，我們想像一定為一治水工程，如巨樟、棕蓑、碗片均為防水之用。我們不能信為一大清政府，恐怕這些地方發生叛國者而出此劣策。」:160在水堀頭挖掘之時，有人在傳說添上一條「尾巴」，謂水堀頭龍喉雖然被鎖，但龍尾還可擺動，據說龍尾的位置就是位於胡丙申住處，所以胡氏才能當選省議員。當記者問胡丙申有何看法時，胡丙申搖動滿頭白髮，連說：「荒誕，荒誕！」
「龍喉穴」會出皇帝的傳說，在麻豆當地仍然流傳。2000年總統選舉中，西庄出身的陳水扁當選總統。使龍喉的傳說再度被討論。水堀頭也一度成為觀光勝地。

## 圖輯

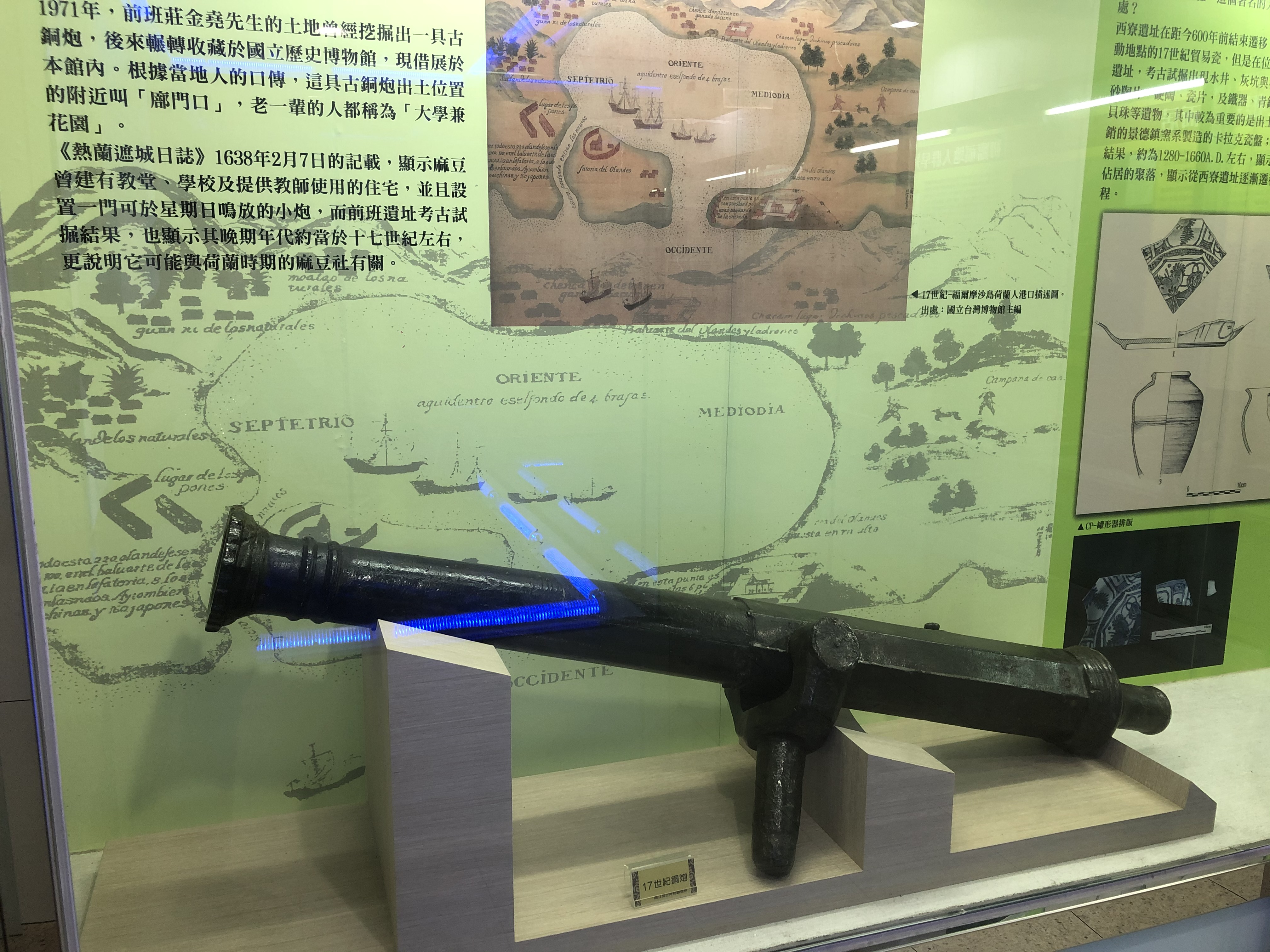
1971年4月11日，麻豆前班農民莊金堯在農田所挖掘出銅砲。銅身170公分，口徑6公分，外匝20公分，重215斤。國立歷史博物館藏，現借展於倒風內海故事館。
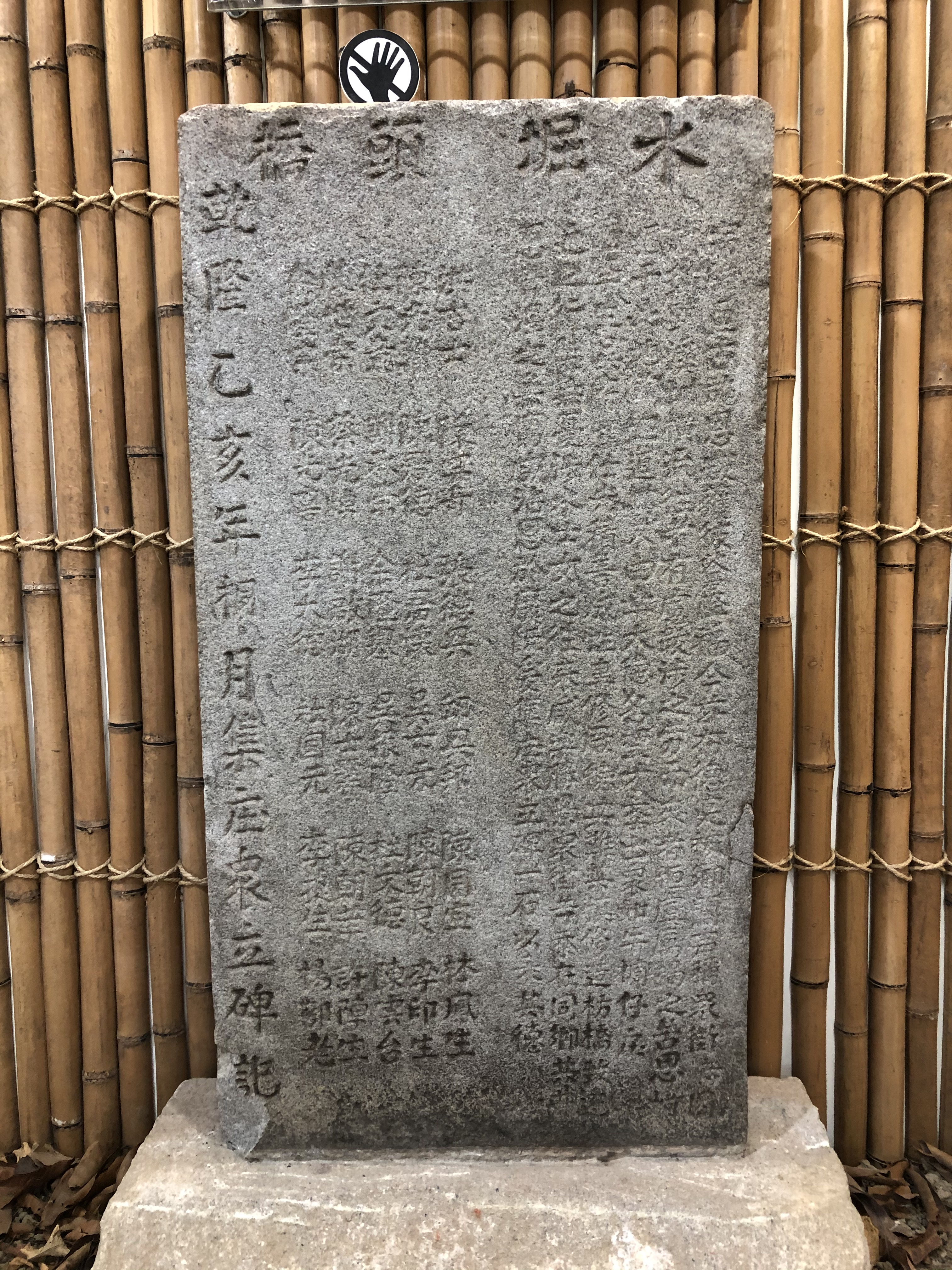
麻豆水堀頭橋碑。乾隆二十年（1755年）立，現保存於倒風內海故事館。

## 外部連結
- 麻豆水堀頭遺址（页面存档备份，存于），文化部文化資產局網站。